# Slag bij Grandson

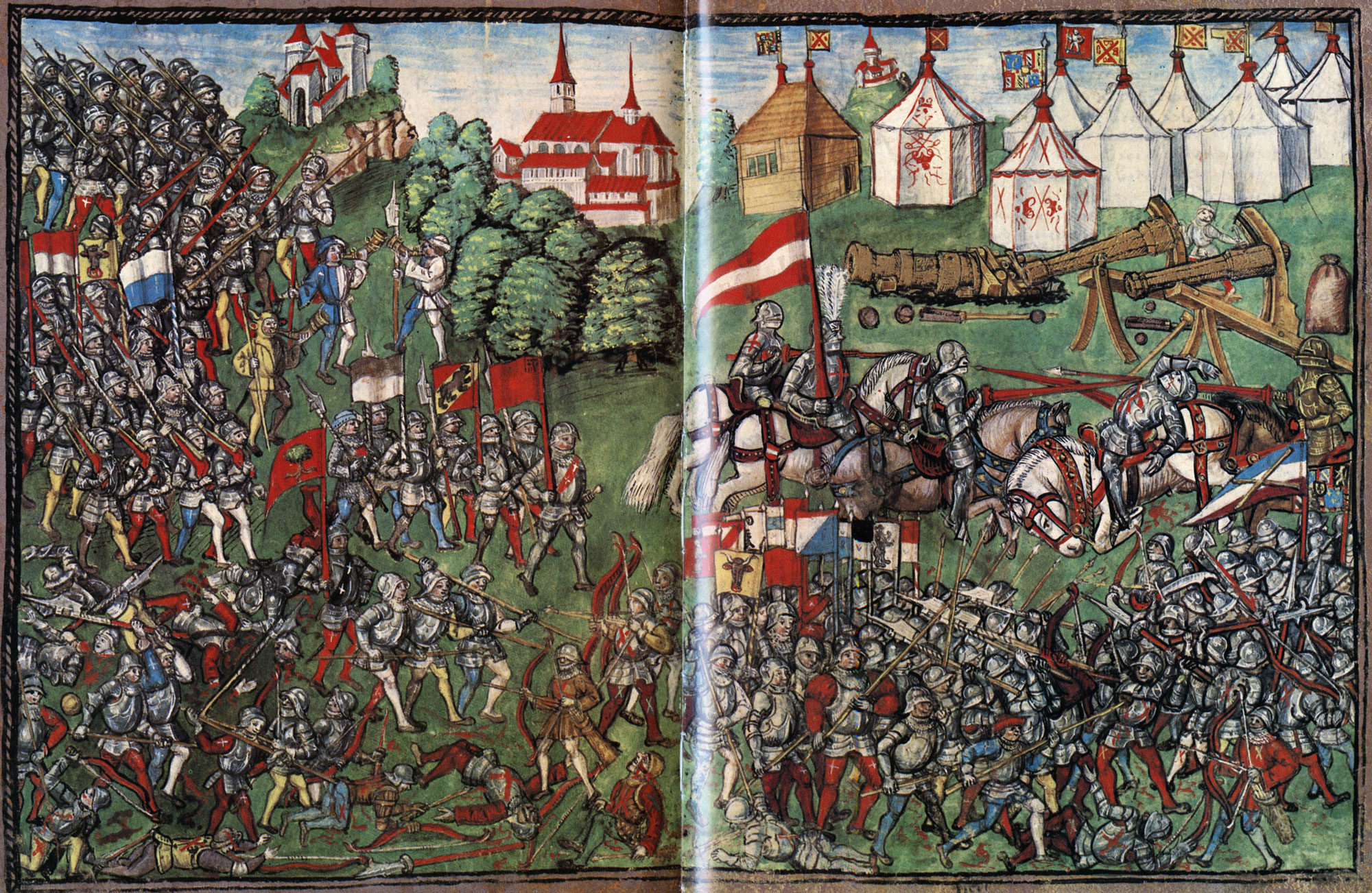
De slag bij Grandson

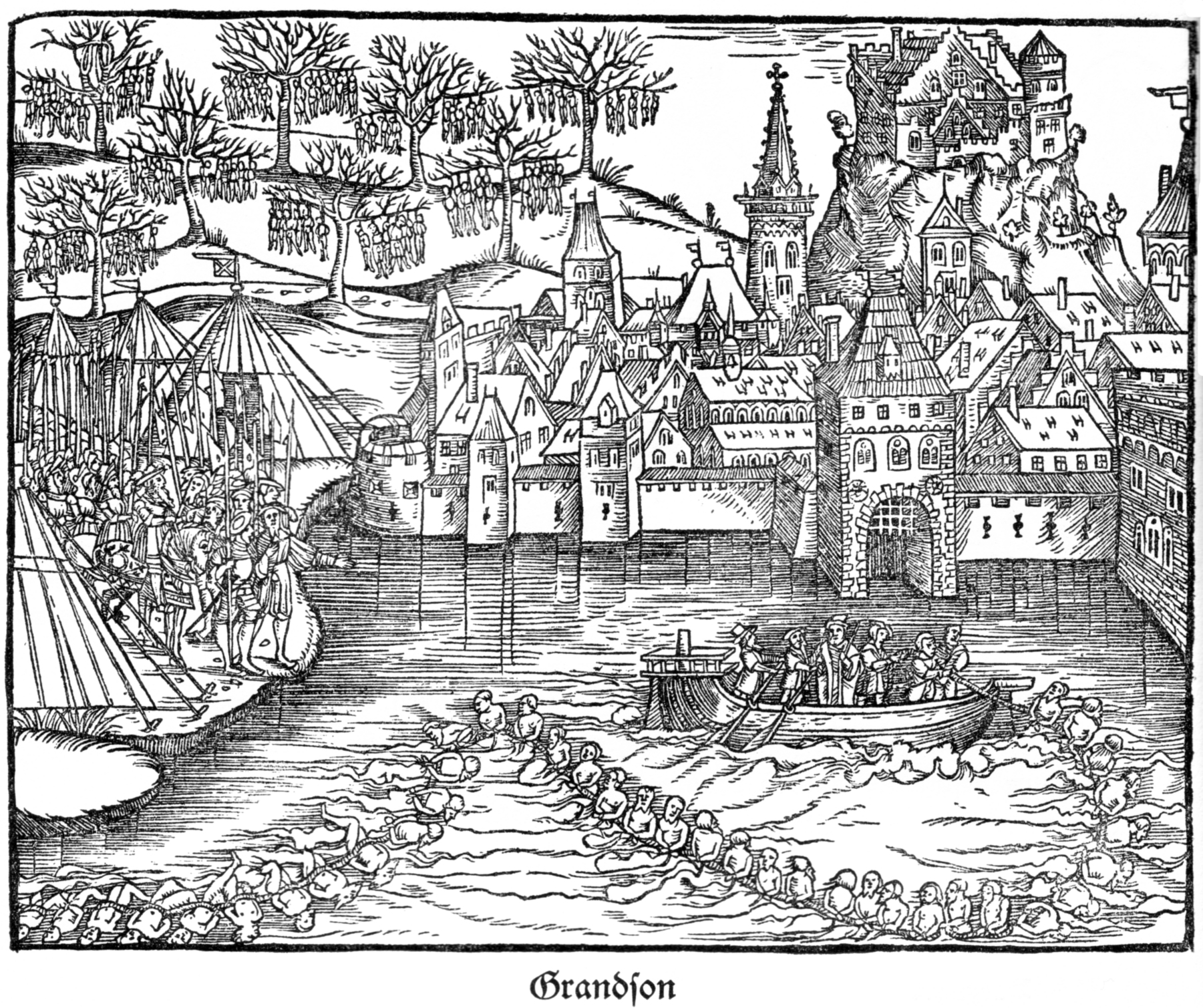
Karel de Stoute liet de 421 mannen van het garnizoen van Grandson ophangen aan bomen of verdrinken in het meer.

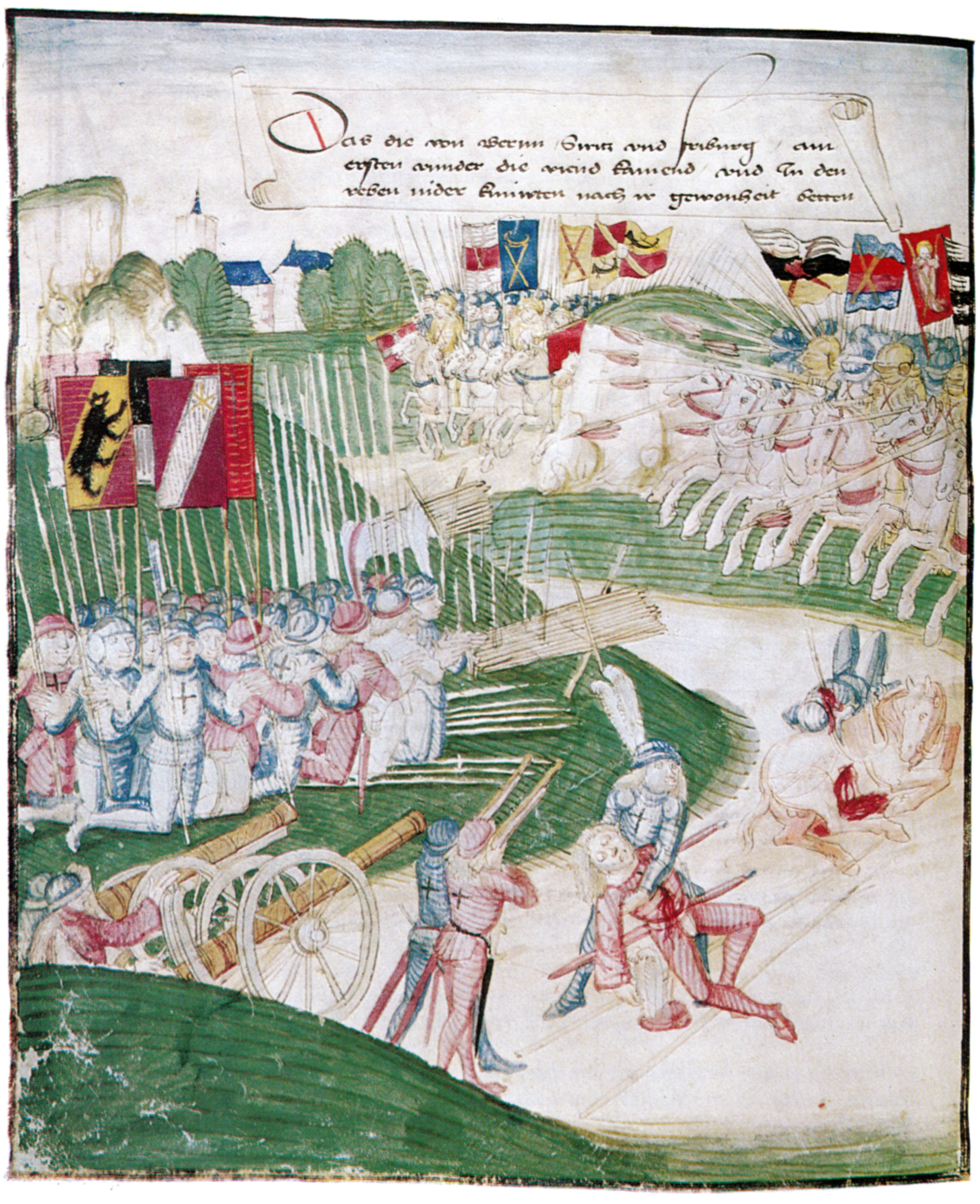
De Eedgenoten bidden voor de slag

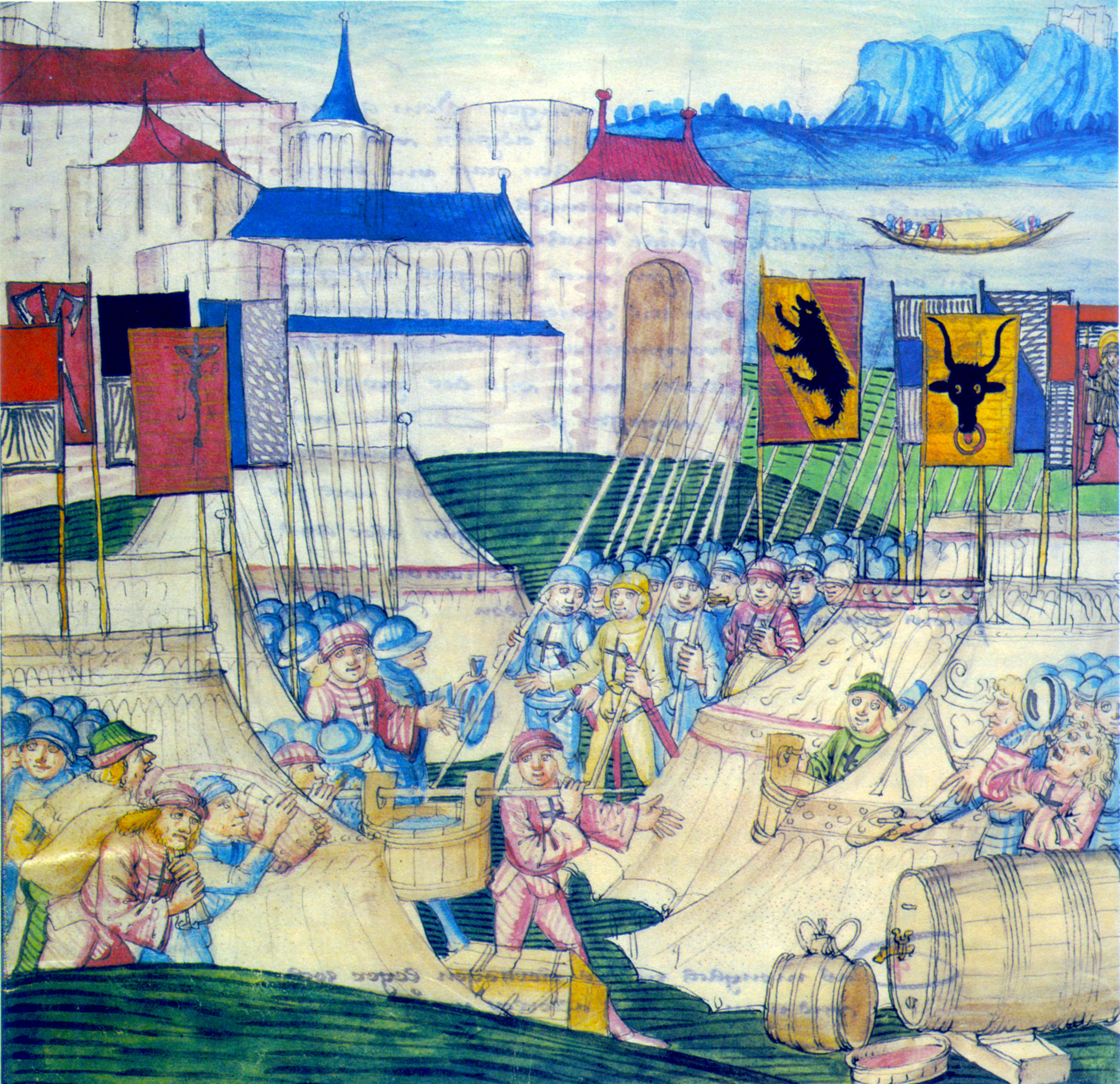
Eedgenoten plunderen

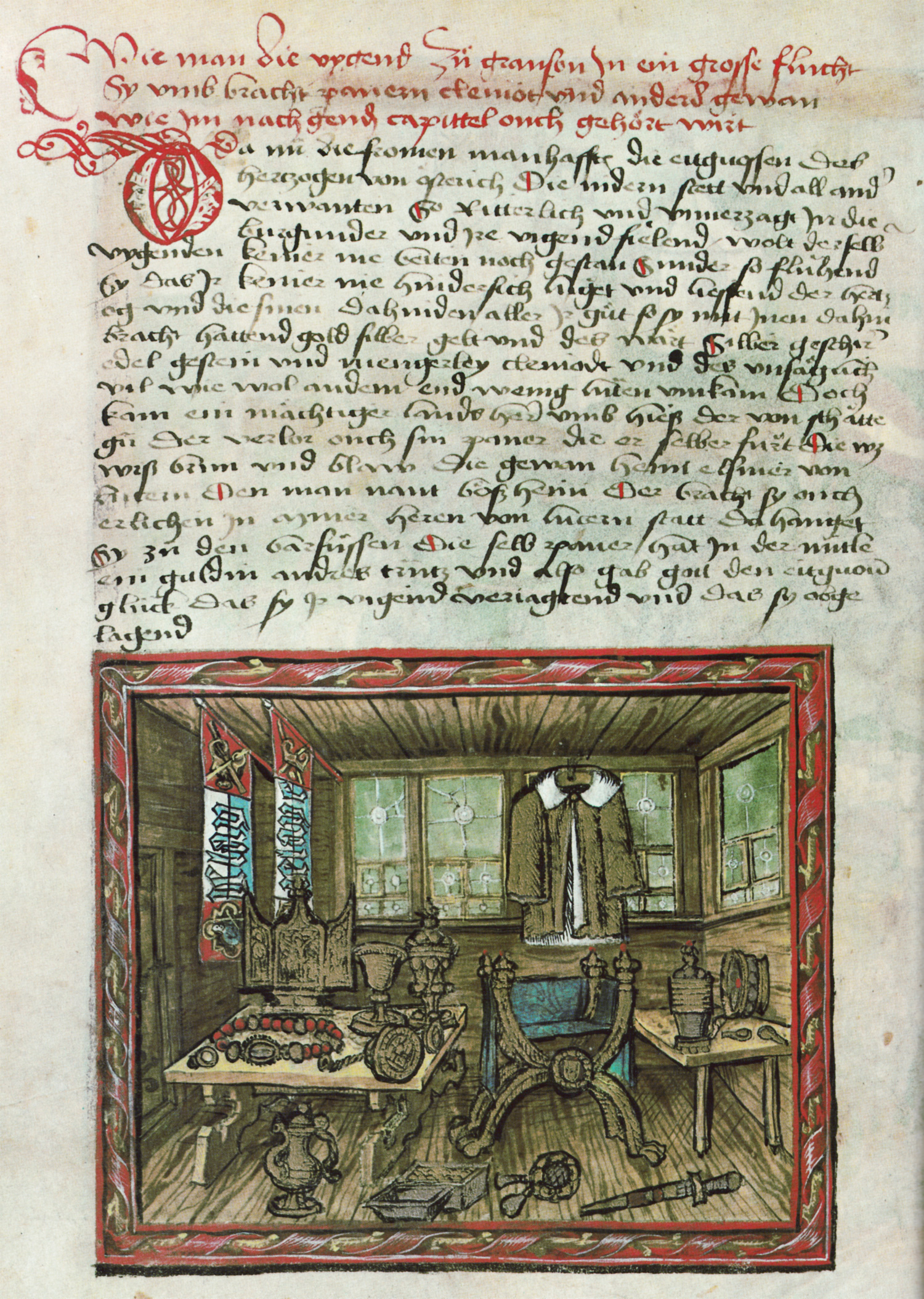
De buit

De Slag bij Grandson was een veldslag waarin de Zwitserse Eedgenoten op 2 maart 1476 bij Grandson Karel de Stoute versloegen in de Bourgondische Oorlogen.

## Vooraf
Bern verklaarde op 25 oktober 1474 de oorlog aan Karel de Stoute en viel samen met Fribourg Bourgondische steden aan. Karel de Stoute was nog verwikkeld in een conflict met het aartsbisdom Keulen. In de Slag bij Héricourt op 13 november sloegen de Eedgenoten het Bourgondisch leger terug. In de lente van 1475 rukten de Berners op naar Pontarlier. Op de terugweg namen ze de steden Grandson, Orbe, Jougne en Echallens in. In de zomer stierf de aanvoerder Nikolaus von Diesbach en nam Niklaus von Scharnachtal het bevel over. Hij veroverde Murten, Avenches, Cudrefin, Payerne, Estavayer-le-Lac, Moudon en Yverdon.
Karel de Stoute sloot vrede met Frederik III en trok op 11 januari 1475 op tegen de Eedgenoten. De Eedgenoten trokken zich daarop terug uit alle veroverde steden behalve uit Grandson en Yverdon.
Op 13 januari viel prins Jacob van Savoye Yverdon an. De Berners verschansten zich in de burcht. De volgende dag kwamen al Berners aan voor ontzetting, waarop de Savoyaarden zich terugtrokken. Begin februari verzocht Bern de andere Eedgenoten om bijstand. Die waren daar eerst niet toe bereid, omdat ze niet ingestemd hadden met de veldtocht van de Berners in de herfst van 1474.
Op 10 februari bezette Karel de Stoute de Jougnepas. De Berners trokken zich terug uit Yverdon en gingen naar Grandson. Op 16 februari braken 7000 Berners onder Niklaus von Scharnachtal en Hans von Hallwyl uit naar Murten, waar ze hun bondgenoten onder graaf Oswald von Thierstein troffen.
Op 18 februari beslisten de Eedgenoten om Bern toch troepen te sturen en die vertrokken op 23 februari. Op 19 februari bereikte Karel de Stoute met een leger van 20.000 man de stad Grandson. In Grandson zaten 500 mannen onder Wyler von Bern. Karel sloeg zijn kamp noordoostelijk van Grandson op bij de rivier Arnon. Op 21 februari bestormden de Bourgondiërs de stad na artilleriebeschieting. Het garnizoen trok zich terug in de burcht. Op 27 februari waren de Berners in Neuchâtel aan het wachten op de andere Eedgenoten.
De volgende dag gaf het garnizoen van Grandson zich over. Karel de Stoute liet ze alle 421 ophangen aan bomen of verdrinken in het meer.
Op 1 maart had het leger van 18000 Eedgenoten zich te Bevaix verzameld met Zwitserse landsknechten uit Fribourg, Biel, Solothurn, Sankt Gallen, Schaffhausen, Bazel en met ruiters uit Oostenrijk.
Daarop liet Karel de Stoute twee voorposten oprichten in kasteel Vaumarcus en aan de Ruisseau de la Vaux. De Eedgenoten vielen in de nacht van 1 op 2 maart kasteel Vaumarcus aan. Karel verliet op 2 maart zijn kamp en trok op naar Concise. Dezelfde dag rukten de Eedgenoten op naar Grandson. Boven het meer vielen 2500 Schwyzers, Thuners, Bielers, Zürichers, Luzerners en Sankt Gallers de voorpost aan de Rivière de la Vaux aan. Tegelijk sloten de anderen langs het meer kasteel Vaumarcus in.

## De slag
De Bourgondiërs verzamelden zich in de vlakte van Concise. De voorhoede van de Eedgenoten bereikte langs Vernez een positie aan de rand van het woud boven de vlakte. De 10.000 Eedgenoten baden tot God om bijstand tegen de "Wüthrich aus Burgund" en vormden dan een carré met hellebaardiers en piekeniers.
Tegen de middag beschoten de Engelse longbowschutters samen met de artillerie de voorhoede van de Eedgenoten. Daarna liet Karel zijn zware ruiterij chargeren tegen het carré, maar dat hield stand. Karel wilde hergroeperen, de ruiterij terugtrekken voor een beschieting met artillerie, maar dan kwam het tweede contingent Eedgenoten vanuit La Lance, de hoorn weerklonk en alle drie de groepen Eedgenoten vielen de nu omsingelde Bourgondiërs aan. Die vluchtten in paniek. De eedgenoten zetten de achtervolging in.
De Eedgenoten maakten heel de artillerie van de Bourgondiërs buit: 419 handkanonnen (zogenaamde couleuvrines of veldslangen), 800 haakbussen en 300 tonnen buskruit. Bovendien werd er een fabelachtige schat aan gebruiks- en kunstvoorwerpen buitgemaakt die bekend staat als de Bourgondische buit.